# Gérard Savoisien
Gérard Savoisien est un acteur, dramaturge et metteur en scène français.

## Biographie
Après le Théâtre Firmin Gémier, à Antony (Hauts-de-Seine) de 1984 à 1991, il a dirigé le Théâtre du Coteau, au Plessis-Robinson (Hauts-de-Seine) de 2008 à 2016.
Il a reçu le Grand Prix du Théâtre 2009 pour sa pièce Prosper et George, mise en scène de Thierry Lavat, avec Miren Pradier et Christophe de Mareuil, créée au Théâtre Montansier à Versailles et reprise en mars 2010 au théâtre Le Lucernaire puis au théâtre La Bruyère, à Paris. Durant le festival off d'Avignon, en juillet 2011, elle a été jouée au Théâtre la Luna. En juillet 2012, elle a été jouée au Buffon Théâtre. En juillet 2014, elle a été jouée à Avignon au Théâtre La Luna.
En juillet 2018, sa pièce Mademoiselle Molière, mise en scène d'Arnaud Denis, avec Anne Bouvier et Christophe de Mareuil, est créée au théâtre Buffon. Reprise en septembre au Théâtre Le Lucernaire. Elle est ensuite reprise de fin janvier à fin mai 2019 au Théâtre Rive Gauche. Elle a été nommée aux Molières 2019 comme Meilleur spectacle de Théâtre Privé et son interprète féminine, Anne Bouvier, a reçu le Molière 2019 de la Meilleure comédienne dans un spectacle de Théâtre Privé.
En juillet 2019, il crée Marie des poules, gouvernante de George Sand, mise en scène d'Arnaud Denis, au théâtre Buffon d'Avignon. La pièce est reprise au Théâtre du petit Montparnasse à partir du 28 janvier 2020. Elle est ensuite reprise dans la grande salle du Théâtre Montparnasse. Elle est éditée dans l'Avant-scène théâtre. Lors des Molières 2020, elle a fait l'objet de 4 nominations : meilleur spectacle de théâtre privé, meilleure mise en scène, meilleur auteur francophone, meilleure comédienne de théâtre privé. Elle a été couronnée de 2 Molières : meilleur spectacle de théâtre privé et meilleure comédienne de théâtre privé (Béatrice Agenin).
En juillet 2021 création de La Folie Maupassant, mise en scène d'Anne Bourgeois avec Jean-Pierre Bouvier et Noémie Elbaz au Théâtre Buffon d'Avignon.
En juillet 2022 création de Un Amour de Blum, mis en scène de Gérard Gélas avec Jean-François Derec et Natacha Régnier au théâtre du Chêne noir.
En février 2023 reprise de Marie des poules au Studio des Champs-Elysées.

## Théâtre

### Metteur en scène
Gérard Savoisien a mis en scène une cinquantaine de spectacles d'auteurs aussi divers que Molière, Feydeau, Shakespeare, Ionesco, Vladimir Volkoff, Marivaux, Marcel Aymé, Goldoni, Patrick Besson, Pirandello, Jean Anouilh, Jules Renard, Michel Fermaud, Jacques Mauclair, Roland Dubillard.
Il a signé également la mise en scène de plusieurs comédies au théâtre des Nouveautés, au théâtre de la Potinière, au théâtre des Mathurins, au théâtre Tristan-Bernard et au théâtre Édouard-VII.

### Comédien
Il a joué notamment Molière, Marivaux, Beaumarchais, Feydeau, Guitry, Pagnol, Vercors, Ionesco Pirandello, Anouilh.

### Auteur
- Maupassant, inside, nouvelle version de La Folie Maupassant
- Beethoven, la Malédiction, mise en scène de Stéphane Cottin
- Pannonica, de Olivia Elkaim et Gérard Savoisien, mise en scène de Gérard Savoisien
- Un Amour de Blum, mise en scène de Gérard Gélas
- La Folie Maupassant, mise en scène de Anne Bourgeois (éditions l'Harmattan)
- Marie des poules, gouvernante de George Sand, mise en scène d'Arnaud Denis (éditions L'Avant-Scène)
- Mademoiselle Molière, mise en scène d'Arnaud Denis (éditions l'Harmattan)
- Histoire d'un opéra, mise en scène de l'auteur
- Don Juan, le retour, mise en scène de Eric Rouqette
- Prosper et George, mise en scène de Thierry Lavat, (éditions La librairie théâtrale)
- Bernadette, la petite lourdaise, mise en scène de Norbert Dahman
- Balade sur Internet, mise en scène de Gérard Linsolas
- Hôtel du Grand large, en collaboration avec Bruno Druart
- Le Médecin à la campagne, mise en scène de Maurice Risch
- Au pied levé, en collaboration avec G. Linsolas

### Adaptateur
- L'Odyssée, d'Homère
- Regain, de Jean Giono
- La Comédie des Erreurs, de Shakespeare
- L'homme prudent, de Goldoni (Ed. Papiers)

## Distinction
- Molières 2020 : Nomination pour le Molière de l'auteur francophone vivant pour Marie des poules - gouvernante chez George Sand